# Hofmaenneria niddensis
Hofmaenneria niddensis är en rundmaskart som först beskrevs av Skwarra 1921.  Hofmaenneria niddensis ingår i släktet Hofmaenneria och familjen Monhysteridae. Arten är reproducerande i Sverige. Inga underarter finns listade i Catalogue of Life.